# مادلين يندبرج
مادلين يندبرج (بالسويدية: Madeleine Lindberg)‏ مواليد 2 مارس 1972 في السويد، هي دراج سويدية سابقة. سبق أن شاركت في دورة الألعاب الأولمبية الصيفية.

## الميداليات
| الميدالية | المسابقة                                    |
| --------- | ------------------------------------------- |
| برونزية   | بطولة العالم لسباق الدراجات على الطريق 2000 |

## روابط خارجية
- مادلين يندبرج على موقع الاتحاد الدولي للدراجات (الإنجليزية)
- مادلين يندبرج على موقع أرشيف الدراجات (الإنجليزية)
- مادلين يندبرج على موقع إحصائيات الدراجات الإحترافية (الإنجليزية)
- مادلين يندبرج على موقع أوليمبيديا (الإنجليزية)
- مادلين يندبرج على موقع اللجنة الأولمبية السويدية (السويدية)